# Tilly-Capelle
Tilly-Capelle là một xã trong vùng Hauts-de-France, thuộc tỉnh Pas-de-Calais, quận Arras, tổng Heuchin. Tọa độ địa lý của xã là 50° 26' vĩ độ bắc, 02° 11' kinh độ đông. Tilly-Capelle nằm trên độ cao trung bình là 58 mét trên mực nước biển, có điểm thấp nhất là 42 mét và điểm cao nhất là 130 mét. Xã có diện tích 6,31 km², dân số vào thời điểm 1999 là 157 người; mật độ dân số là 25 người/km².

## Thông tin nhân khẩu
| 1962 | 1968 | 1975 | 1982 | 1990 | 1999 |
| ---- | ---- | ---- | ---- | ---- | ---- |
| 167  | 173  | 156  | 166  | 180  | 157  |